# Cnipodectes
Cnipodectes is een geslacht van zangvogels uit de familie tirannen (Tyrannidae).

## Soorten
Het geslacht kent de volgende soorten:
- Cnipodectes subbrunneus – Schroefvleugeltiran
- Cnipodectes superrufus – Rosse schroefvleugeltiran